# Présidence allemande du Conseil de l'Union européenne en 2020
Présidence croate du Conseil de l'Union européenne en 2020 Présidence portugaise du Conseil de l'Union européenne en 2021
La présidence allemande du Conseil de l'Union européenne en 2020 est la treizième présidence tournante du Conseil de l'UE assurée par l'Allemagne. Celle-ci inaugure aussi l'entrée en fonction d'un nouveau « triplet » constitué de l'Allemagne, du Portugal et de la Slovénie.
Le premier acte fort de cette présidence est l'accord intervenu entre les Vingt-Sept à l'issue du Conseil européen du 17 au 21 juillet sur le plan de relance adopté pour faire face à la crise sans précédent que l'UE traverse en raison de la pandémie de Covid-19, et sur le cadre financier pluriannuel 2021-2027.

## Programme de 18 mois du Conseil (1erjuillet 2020 – 31 décembre 2021)
Le programme de 18 mois du Conseil a été élaboré par les futures présidences allemande, portugaise et slovène et le haut représentant de l’Union, qui préside le Conseil des affaires étrangères. Ce programme est fortement imprégné de la nécessité de faire face à la pandémie de Covid-19 qui a durement frappé les sociétés et les économies des États membres. En conséquence, « les trois présidences sont résolues à faire tout ce qui est nécessaire pour renforcer la résilience de l'Europe, protéger nos citoyens et surmonter la crise, tout en préservant nos valeurs et notre mode de vie européens ».
Les éléments clés de ce programme de 18 mois sont :
- Promouvoir la coopération et l’unité entre les États membres dans la lutte contre l’épidémie de Covid-19,
- Faire du cadre financier pluriannuel 2021-2027 un instrument clé de la promotion d’une reprise durable,
- Favoriser la cohésion sociale, l’État de droit, l’égalité, les droits de l’homme et la responsabilité sociale des entreprises en prenant également en compte les leçons apprises durant l’épidémie.
- Assurer une transition numérique transparente et à l’échelle de l’Europe qui respecte les droits de l’homme et protège les citoyens contre les actes de cyber-malveillance et la désinformation,
- Trouver des solutions complètes et durables aux questions touchant la migration,
- Consolider encore la souveraineté industrielle et technologique européenne ainsi que la résilience et la compétitivité du marché unique,
- Renforcer la compétitivité industrielle en Europe et garantir un environnement d’investissement stable pour les petites et moyennes entreprises,
- Investir dans une transformation économique intelligente, durable et innovante dans toutes les régions d’Europe et renforcer la compétitivité de ces dernières. Construire une Europe verte et climatiquement neutre et atteindre les 17 Objectifs de développement durable de même que les objectifs du pacte vert pour l'Europe,
- Promouvoir les valeurs européennes au niveau international aux côtés du haut représentant de l’Union pour les affaires étrangères et la politique de sécurité : continuer le processus d’élargissement dans les Balkans occidentaux, poursuivre une politique de voisinage ambitieuse à l’est et au sud et renforcer la coopération avec l’Afrique. Entretenir les relations internationales et poursuivre l’examen des politiques et des relations européennes en matière de défense.

## Programme de la présidence allemande
Par la force des choses, la présidence allemande du Conseil de l’Union européenne réserve une place centrale à la gestion de la pandémie de Covid-19 en Europe. L'ambition est de lutter contre la pandémie ensemble et de manière coordonnée, et d'en gérer les conséquences économiques et sociales.
Dans cette logique, l'Allemagne veut « suivre une stratégie de croissance durable et inclusive ayant pour objectif de renforcer l’économie, de sauver des emplois et de veiller à la cohésion sociale en Europe, [et veut agir] pour que la transition vers une économie durable se fasse sur la base du pacte vert pour l’Europe (Green Deal) et pour que la transformation numérique y joue un rôle de premier plan ».
Au-delà de la maîtrise durable de la pandémie de Covid-19 et de la relance économique, la présidence allemande repose sur cinq principes :
- une Europe plus forte et plus innovante,
- une Europe juste,
- une Europe durable,
- une Europe de la sécurité et des valeurs communes, et
- une Europe forte sur la scène internationale.

## Slogan
La devise choisie est : « Tous ensemble pour relancer l’Europe ». Angela Merkel introduit cette devise de la manière suivante : « L’idée d’une Europe forte et unie est un défi de tous les jours. Ainsi, la recherche des bonnes réponses à la pandémie de Covid-19 et à ses conséquences sera, longtemps encore, une de nos principales préoccupations. Nous le savons : ce n’est qu’ensemble que nous pourrons surmonter au mieux cette crise inédite ».